# Армеро, Пабло
Па́бло Эсти́фер Арме́ро (исп. Pablo Estífer Armero; род. 2 ноября 1986, Сан-Андрес-де-Тумако) — колумбийский футболист, левый защитник.

## Карьера
Пабло Армеро начал карьеру в клубе «Америка Кали» в 2004 году. В 2005 году он дебютировал в Кубке Либертадорес, где провёл 2 игры. В 2008 году футболист помог своему клубу выиграть 13-й титул чемпиона Колумбии.
В декабре 2008 года Армеро начал переговоры с клубом «Палмейрас» по поводу трансфера футболиста. В январе 2009 года Пабло стал игроком «Палмейраса», заплатившего за трансфер игрока 1,6 млн евро. Защитник помог клубу дойти до полуфинала чемпионата штата Сан-Паулу. В июле 2009 года он забил первый мяч за клуб, поразив ворота «Наутико Ресифи». В январе 2010 года Армеро расплакался на скамье запасных после того, как его заменили в матче с «Коринтиансом». Всего за этот клуб колумбиец провёл 79 игр и забил 1 мяч.
В 2010 году Армеро заинтересовались европейские клубы, в частности «Парма», бременский «Вердер» и «Удинезе». 28 августа он подписал контракт с «Удинезе»; сумма трансфера составила 1,2 млн евро. Автор первого гола сборной Колумбии на чемпионате мира 2014 года.

## Достижения
Америка Кали
- Чемпион Колумбии: Фин. 2008

Наполи
- Обладатель Кубка Италии: 2014

Сборная Колумбии
- Победитель игр Центральной Америки и Карибского бассейна: 2005
- Победитель Боливарианских игр: 2006